# Lepidozona subtilis
Lepidozona subtilis is een keverslakkensoort uit de familie van de Ischnochitonidae. De wetenschappelijke naam van de soort is voor het eerst geldig gepubliceerd in 1956 door Berry.